# 1354
| [ Edytuj tabelę ]                          |                                                                                        |
| Król Polski                                | - 1333 Kazimierz III Wielki 1370                                                       |
| Król Albanii                               | - 1332 Robert 1364                                                                     |
| Współksiążęta Andory                       | - 1351 Hug Desbac 1361 - 1343 Gaston III 1391                                          |
| Król Anglii                                | - 1327 Edward III 1377                                                                 |
| Król Aragonii i Walencji, hrabia Barcelony | - 1336 Piotr IV Aragoński 1387                                                         |
| Władca Azteków                             | - 1325 Tenoch 1376                                                                     |
| Książę Bawarii                             | - 1347 Stefan II 1375                                                                  |
| Margrabia Brandenburgii                    | - 1351 Ludwik Młodszy 1356                                                             |
| Książę Burgundii                           | - 1349 Filip I z Rouvres 1361                                                          |
| Cesarz Bizancjum                           | - 1347 Jan VI Kantakuzen 1354                                                          |
| Car Bułgarii                               | - 1331 Iwan Aleksander 1371                                                            |
| Cesarz Chin                                | - 1333 Huizong 1368                                                                    |
| Król Cypru                                 | - 1324 Hugo IV 1359                                                                    |
| Król Czech                                 | - 1346 Karol IV Luksemburski 1378                                                      |
| Król Danii                                 | - 1340 Waldemar Atterdag 1376                                                          |
| Władca Egiptu                              | - 1351 As-Salih Salih 1354 - 1354 An-Nasir Hasan 1361                                  |
| Cesarz Etiopii                             | - 1344 Nyuaje Krystos 1372                                                             |
| Król Francji                               | - 1350 Jan II Dobry 1364                                                               |
| Król Gruzji                                | - 1346 Dawid IX 1360                                                                   |
| Hrabia Holandii                            | - 1346 Wilhelm V 1358                                                                  |
| Cesarz Japonii                             | - 1339 Go-Murakami 1368                                                                |
| Kalif                                      | - 1352 Al-Mu’tadid I 1362                                                              |
| Król Kastylii i Leónu                      | - 1350 Piotr I Okrutny 1369                                                            |
| Patriarcha Konstantynopola                 | - 1350 Kalikst I 1354 - 1354 Filoteusz Kokkin 1355                                     |
| Władca Korei                               | - 1351 Kongmin 1374                                                                    |
| Wielki książę litewski                     | - 1345 Olgierd 1377                                                                    |
| Cesarz Majapahitu                          | - 1350 Hajam Wuruk 1389                                                                |
| Sułtan Maroka                              | - 1350 Abu Inan Faris 1358                                                             |
| Książę Mediolanu                           | - 1339 Giovanni 1354 - 1354 Matteo II 1355 - 1354 Galeazzo II 1378 - 1354 Bernabò 1385 |
| Senior Monako                              | - 1338 Karol I 1357 - 1352 Rainier II 1357 - 1352 Antoni 1357 - 1352 Gabriel 1357      |
| Wielki książę moskiewski                   | - 1353 Iwan II Piękny 1359                                                             |
| Król Nawarry                               | - 1349 Karol II Zły 1387                                                               |
| Król Norwegii                              | - 1319 Magnus Eriksson 1355 - 1343 Haakon VI Magnusson 1380                            |
| Hrabia Palatynatu                          | - 1353 Ruprecht I Wittelsbach 1356                                                     |
| Papież                                     | - 1352 Innocenty VI 1362                                                               |
| Król Portugalii                            | - 1325 Alfons IV 1357                                                                  |
| Cesarz Rzymski (niemiecki)                 | - 1346 Karol IV Luksemburski 1378                                                      |
| Książę Saksonii                            | - 1298 Rudolf I 1356                                                                   |
| Car Serbii                                 | - 1331 Stefan Urosz IV Duszan 1355                                                     |
| Król Szkocji                               | - 1329 Dawid II Bruce 1371                                                             |
| Król Szwecji                               | - 1319 Magnus Eriksson 1363                                                            |
| Król Tajlandii                             | - 1350 Ramathibodi I 1369                                                              |
| Sułtan Turków                              | - 1324 Orchan 1360                                                                     |
| Doża Wenecji                               | - 1342 Andrea Dandolo 1354 - 1354 Marino Faliero 1355                                  |
| Król Węgier                                | - 1342 Ludwik Andegaweński 1382                                                        |
| Wielki mistrz zakonu krzyżackiego          | - 1351 Winrich von Kniprode 1382                                                       |

Rok 1354 / MCCCLIV
stulecia: XIII wiek ~
XIV wiek ~
XV wiek

lata: 1344 «
1349 «
1350 «
1351 «
1352 «
1353 «
1354
» 1355
» 1356
» 1357
» 1358
» 1359
» 1364

## Wydarzenia w Polsce
- 19 stycznia – Rzeszów otrzymał prawa miejskie od Kazimierza Wielkiego.
- Dersław I Karwacjan otrzymał od króla Kazimierza Wielkiego przywilej utworzenia miasta Gorlic u zbiegu rzek: Ropy i Sękówki.
- Kołaczyce otrzymały prawa miejskie od Kazimierza Wielkiego
- Baranów Sandomierski otrzymał prawa miejskie.
- Pilzno otrzymało prawa miejskie.

## Wydarzenia na świecie
- 6 stycznia – Litwini pod dowództwem Kiejstuta i Olgierda spalili Stare Barczewo[1]
- 12 lutego – podpisano traktat stralsundzki, regulujący spory graniczne między książętami Meklemburgii i Pomorza.
- 22 lutego – król francuski Jan II, wobec zagrożenia najazdami angielskimi, zawarł ugodę w Mantes z królem Nawarry Karolem II.
- Sahab-ud-Din został sułtanem Kaszmiru

## Zmarli
- 21 stycznia – Baldwin Luksemburski, arcybiskup Trewiru (ur. ok. 1285)[2]
- 7 września – Andrea Dandolo, doża Wenecji (ur. 1306)[3]
- 8 października – Cola di Rienzi, trybun rzymski (ur. 1313)[4]
- data dzienna nieznana:
  - Beniamin z Uzarzewa, polski rycerz herbu Zaremba, wojewoda kaliski (ur. ?)[5]